# It's Only Rock 'n' Roll
It's Only Rock 'n' Roll je 11. album grupe The Rolling Stones. To je posljednji album za gitarista Micka Taylora, koji zbog ovisnosti o heroinu napušta grupu. Njega će zamijeniti Ron Wood, koji gostuje na pjesmi "It's Only Rock 'n' Roll".

## Popis pjesama
1. "If You Can't Rock Me" – 3:47
2. "Ain't Too Proud to Beg" – 3:31
3. "It's Only Rock 'n' Roll (But I Like It)" – 5:07
4. "Till the Next Goodbye" – 4:37'
5. "Time Waits for No One" – 6:38
6. "Luxury" – 4:30
7. "Dance Little Sister" – 4:11
8. "If You Really Want to Be My Friend" – 6:17
9. "Short and Curlies" – 2:44
10. "Fingerprint File" – 6:33

## Singlovi
- "It's Only Rock 'n' Roll"
- "Ain't Too Proud to Beg"

## Izvođači
- Mick Jagger - pjevač, gitara
- Keith Richards - gitara, bas-gitara
- Mick Taylor - gitara, bas-gitara
- Charlie Watts - bubnjevi
- Bill Wyman - bas-gitara

## Top ljestvice

### Album
| Godina | Ljestvica            | Pozicija |
| ------ | -------------------- | -------- |
| 1974.  | UK Top 50 Albumi     | #2       |
| 1974.  | Billboard Pop Albumi | #1       |

### Singlovi
| Godina | Singl                     | Ljestvica             | Pozicija |
| ------ | ------------------------- | --------------------- | -------- |
| 1974.  | "It's Only Rock 'n' Roll" | UK Top 50 Singles     | #10      |
| 1974.  | "It's Only Rock 'n' Roll" | The Billboard Hot 100 | #16      |
| 1974.  | "Ain't Too Proud to Beg"  | The Billboard Hot 100 | #17      |

## Vanjske poveznice
- allmusic.com  Arhivirana inačica izvorne stranice od 18. veljače 2021. (Wayback Machine) - It's Only Rock'n Roll